# Marxistiske Klassikere
Marxistiske Klassikere er en internetportal for marxistisk litteratur. Hjemmesiden blev oprettet i 2006 af Revolutionære Socialister (dengang Socialistisk Standpunkt) og tilbyder gratis online-udgaver af klassiske tekster af bl.a. Karl Marx, Engels, Lenin, Trotskij og Ted Grant på dansk.
Marxistiske Klassikere har et redaktionelt samarbejde med Marxisme Online, en anden marxistisk internetportal udgivet af Internationale Socialister. Aftalen sikrer, at hjemmesiderne deler såvel uploads af nye artikler som nye oversættelser udført af en af organisationerne. De to hjemmesider deler dog ikke persongalleri, når det kommer til teoretikere efter Trotskijs død, da organisationerner bag tilhører forskellige trotskistiske tendenser. F.eks. optræder Ted Grant udelukkende på Marxistiske Klassikere.
Marxistiske Klassikere er ligeledes titlen på en serie af hæfter udgivet af Socialistisk Standpunkt med klassiske marxistiske tekster.